# Dialysis pallens
Dialysis pallens är en tvåvingeart som beskrevs av Yang och Akira Nagatomi 1994. Dialysis pallens ingår i släktet Dialysis och familjen vedflugor.
Artens utbredningsområde är Zhejiang (Kina). Inga underarter finns listade i Catalogue of Life.